# Bahnhof Akechi (Kani)
Der Bahnhof Akechi (jap. 明智駅 Akechi-eki) ist ein Bahnhof auf der japanischen Insel Honshū. Er wird von der Bahngesellschaft Meitetsu (Nagoya Tetsudō) betrieben und befindet sich in der Präfektur Gifu auf dem Gebiet der Stadt Kani.

## Verbindungen
Akechi ist ein Zwischenbahnhof und früherer Trennungsbahnhof an der Meitetsu Hiromi-Linie der Bahngesellschaft Meitetsu. Nahverkehrszüge mit Halt an allen Zwischenbahnhöfen verkehren im Halbstundentakt nach Shin-Kani; dort muss in fast allen Fällen umgestiegen werden. Die Bushaltestellen auf dem Bahnhofsvorplatz werden von je einer Linie der Gesellschaften K Bus und Yao Bus sowie des städtischen Busbetriebs bedient.

## Anlage
Der Bahnhof steht südlich des Flusses Kani im Stadtteil Hiragaito und ist von Wohnvierteln umgeben, das Stadtzentrum befindet sich auf der gegenüberliegenden Flussseite. Die ebenerdige Anlage ist von Westen nach Osten ausgerichtet und umfasst drei Gleise, von denen eines dem Personenverkehr dient. Es sind ein Mittelbahnsteig und ein Seitenbahnsteig vorhanden, die beide zum Teil überdacht sind. Effektiv genutzt wird aber nur noch Gleis 2 an der Südseite des Mittelbahnsteigs. Bis zum Fahrplanwechsel im März 2023 nutzten Züge der Meitetsu Hiromi-Linie auch Gleis 3 am Seitenbahnsteig, bis 2001 fuhren Züge der Meitetsu Yaotsu-Linie von Gleis 1 an der Nordseite des Mittelbahnsteigs ab. An der Nordseite steht das aus Holz errichtete Empfangsgebäude, das aus der Zeit der Streckeneröffnung stammt.
Im Fiskaljahr 2019 nutzten durchschnittlich 913 Fahrgäste täglich den Bahnhof.

## Bilder

Gleisplan 1993
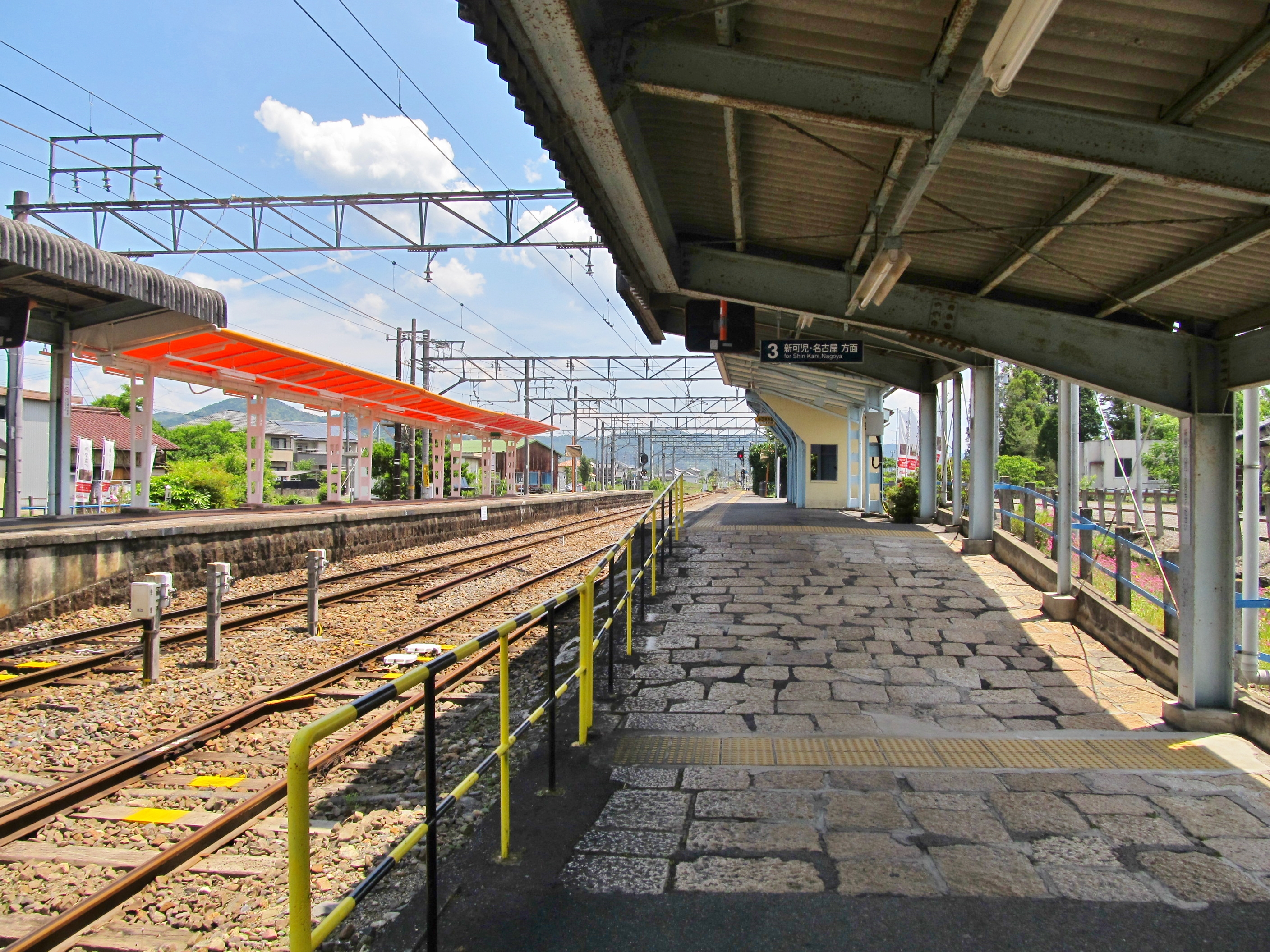
Seitenbahnsteig (seit 2023 außer Betrieb)
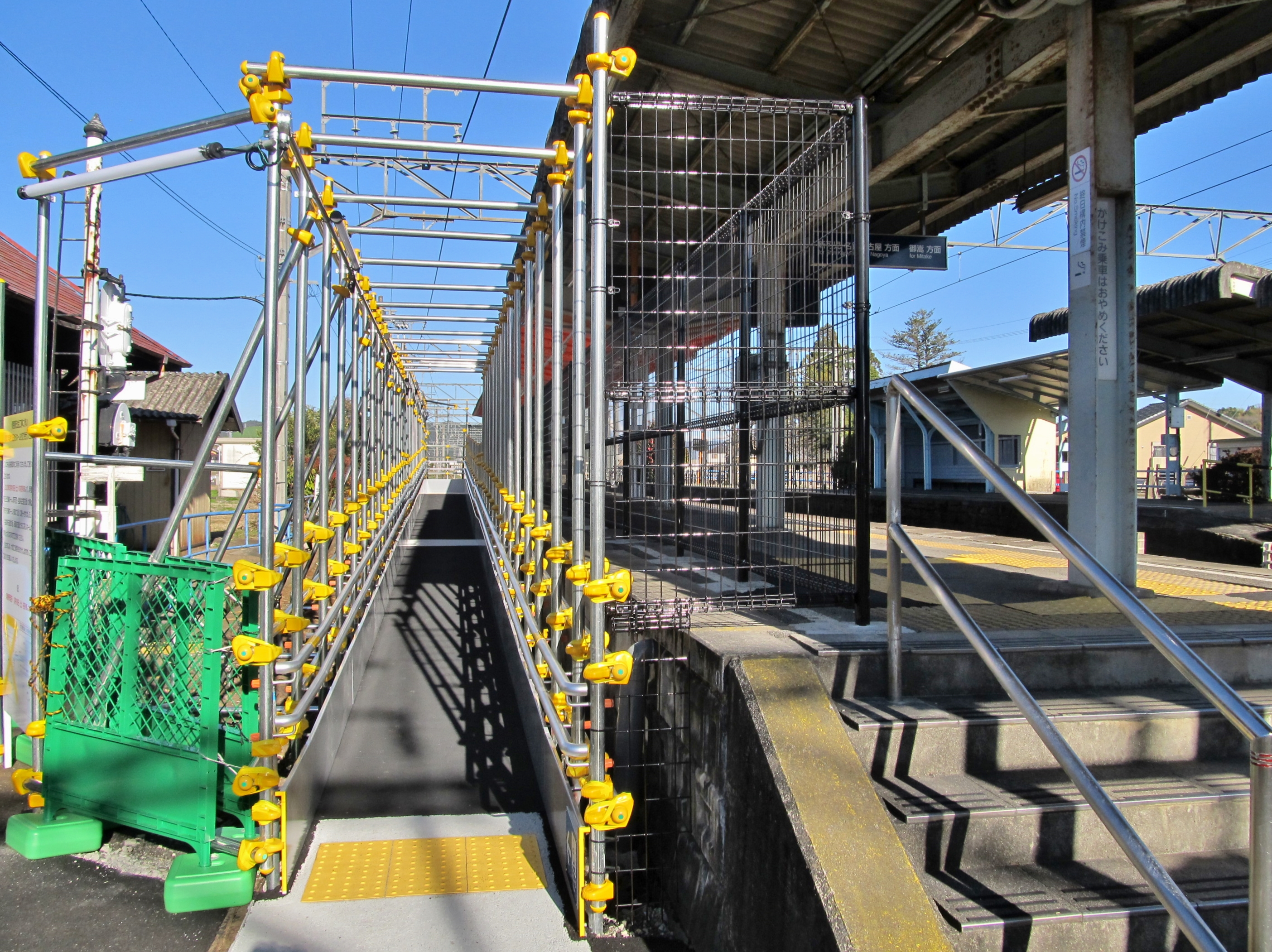
Mittelbahnsteig mit Rampe (anstelle des früheren Gleises 1)
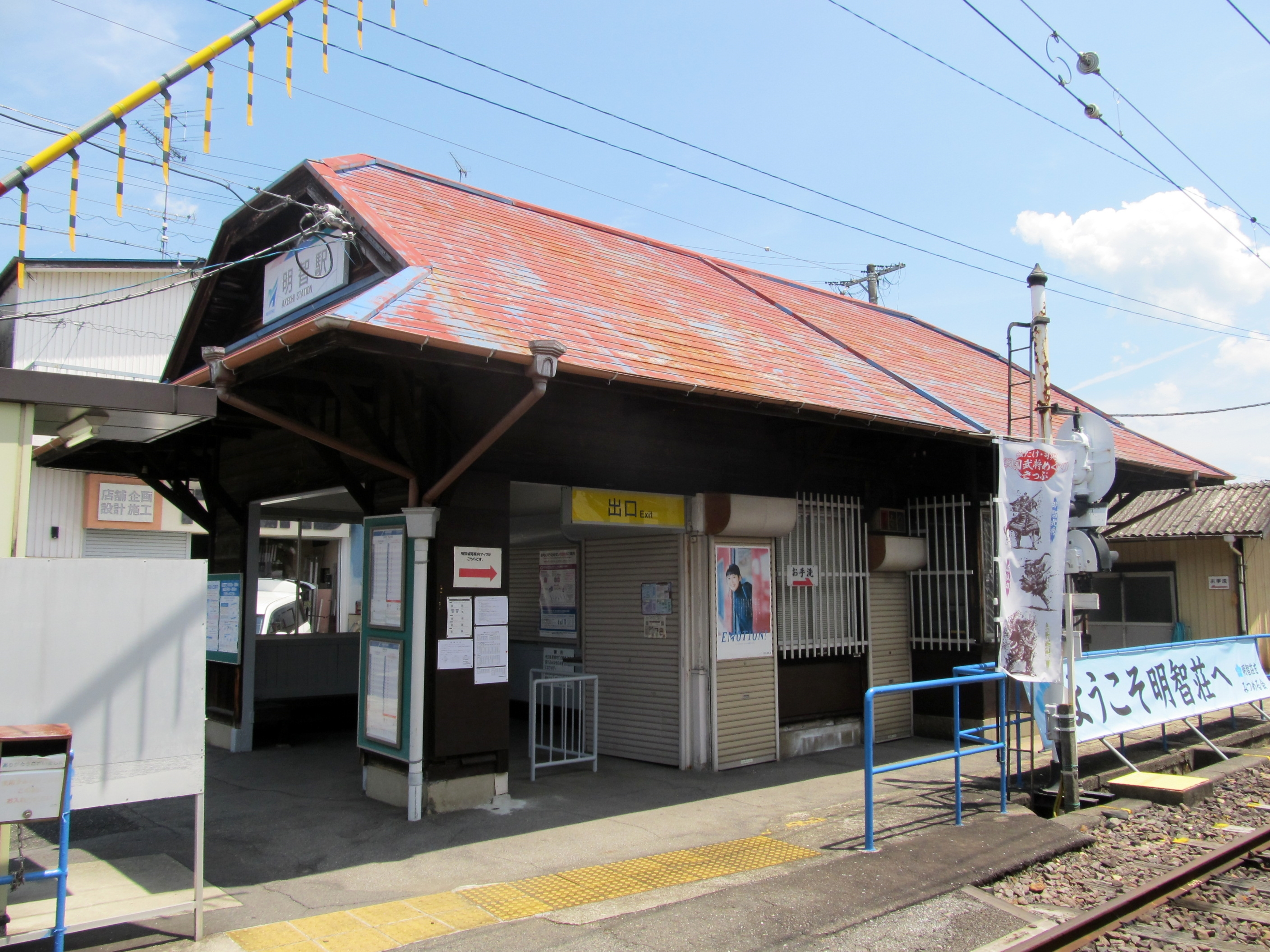
Ansicht des Empfangsgebäudes vom Mittelbahnsteig aus

## Linien
| Verlauf der Meitetsu Hiromi-Linie                                                                                                |
| --- |
| Inuyama • Tomioka-mae • Zenjino • Nishi-Kani • Kanigawa • Nihonrain-Imawatari • Shin-Kani • Akechi • Gōdo • Mitakeguchi • Mitake |

## Geschichte
Die Bahngesellschaft Tōnō Tetsudō eröffnete den Bahnhof am 21. August 1920 unter dem Namen Fushimiguchi (伏見口), zusammen mit dem Streckenabschnitt zwischen Hiromi (heute Shin-Kani) und Mitake, der damals noch Teil der Taita-Linie war. Der von Tajimi nach Hiromi verlaufende Teil der Taita-Linie wurde am 25. September 1926 verstaatlicht, während die Strecke Hiromi–Mitake in den Besitz der Tōmi Tetsudō gelangte. Diese nahm am 30. April 1930 den ersten Abschnitt der Yaotsu-Linie in Betrieb, wodurch Fushimiguchi zu einem Trennungsbahnhof wurde. Am 1. März 1943 ging die Tōmi Tetsudō, an der die Meitetsu bereits beteiligt gewesen war, in der Muttergesellschaft auf. 1961 gab die Meitetsu den Güterumschlag auf und am 1. April 1982 erhielt der Bahnhof seinen heutigen Namen. Am 1. Oktober 2001 legte die Meitetsu die Yaotsu-Linie still. Seit dem 29. Juni 2008 ist der Bahnhof nicht mehr mit Personal besetzt.